# Antoine Rufenacht
Pour les articles homonymes, voir Rufenacht.
Antoine Rufenacht [ʁyfnak], né le 11 mai 1939 au Havre (Seine-Inférieure) et mort le 5 septembre 2020 dans la même ville, est un homme politique français.
Il est maire du Havre de 1995 à 2010, plusieurs fois député de Seine-Maritime, président du conseil régional de Haute-Normandie  de 1992 à 1998 et secrétaire d'État dans le gouvernement Barre entre 1976 et 1978.

## Biographie

### Situation personnelle

#### Naissance et origines
Fils d'une famille de négociants protestants havrais originaire de Thoune en Suisse, puis fondateurs de la Société commerciale interocéanique (SCI), Antoine Rufenacht est ancien élève de l'École nationale d'administration (promotion Turgot).

### Parcours politique

#### Débuts
Conseiller général pour le canton du Havre en 1973, il a été membre des deux premiers gouvernements Raymond Barre au poste de secrétaire d'État entre 1976 et 1978. Il est député de la Seine-Maritime de 1975 à 1976, de 1978 à 1981 puis de 1986 à 1995.
En 1992, il est élu président du conseil régional de Haute-Normandie, en battant l'ancien Premier ministre Laurent Fabius.

#### Maire du Havre
Président de la société Armor (Nantes) à partir de 1978, il se présenta à plusieurs reprises aux élections municipales du Havre (1973, 1983 et 1989). Il ravit en 1995 la municipalité jusque-là bastion communiste, à Daniel Colliard (PCF). Réélu maire en 2001, Antoine Rufenacht brigue un troisième mandat lors des élections municipales de 2008, sous le sigle de l'UMP : à cette occasion, sa liste arrive largement en tête du premier tour et l'emporte au second avec 54,74 % des voix contre 45,26 % à la liste de gauche menée par le communiste Daniel Paul. Il a été l'un des artisans du grand projet « Port 2000 » visant à redonner au Havre sa place de grand port du Nord, ainsi que du pont de Normandie, deux idées lancées par Hubert Raoul-Duval, président de la Chambre de commerce et d'industrie du Havre puis du port autonome du Havre, et destinées à pérenniser les atouts portuaires du Havre et à désenclaver le pays de Caux.
Il dirige la campagne présidentielle de Jacques Chirac en 1995 et 2002. Il soutient Nicolas Sarkozy lors de l'élection présidentielle de 2007. Ce dernier lui rend visite huit jours après son accession à la présidence de la République, comme l'avait fait Jacques Chirac au lendemain de son élection en 2002. Il est promu commandeur de la Légion d'honneur le 14 juillet 2009.
Le 18 octobre 2010, il annonce sa démission de son mandat de maire du Havre. Édouard Philippe est élu maire par le conseil municipal, lui succédant dans ces fonctions.

#### Après la mairie
Antoine Rufenacht est chargé d’organiser la primaire UMP pour désigner un candidat en vue des élections municipales de 2014 à Paris.
Il soutient Nicolas Sarkozy pour la primaire présidentielle des Républicains de 2016. Dans le cadre de sa campagne, il est nommé avec plusieurs personnalités conseiller politique.
En janvier 2017, il démissionne de la présidence des Républicains de Seine-Maritime, dénonçant la méthode utilisée pour désigner les candidats aux élections législatives.

#### Fin de vie et mort
Le 5 septembre 2020, Antoine Rufenacht s'éteint dans la ville dont il avait été le maire pendant plus de quinze années, des suites d'une longue maladie, à l'âge de 81 ans. Un culte est célébré par un pasteur protestant dans l'église Saint-Joseph au Havre. Du fait des restrictions sanitaires dues à la pandémie de Covid-19, les places sont à moitié occupées et des chaises sont disposées sur le parvis.
Antoine Rufenacht est par la suite inhumé dans l'intimité familiale au cimetière Sainte-Marie, situé sur les hauteurs du Havre. 

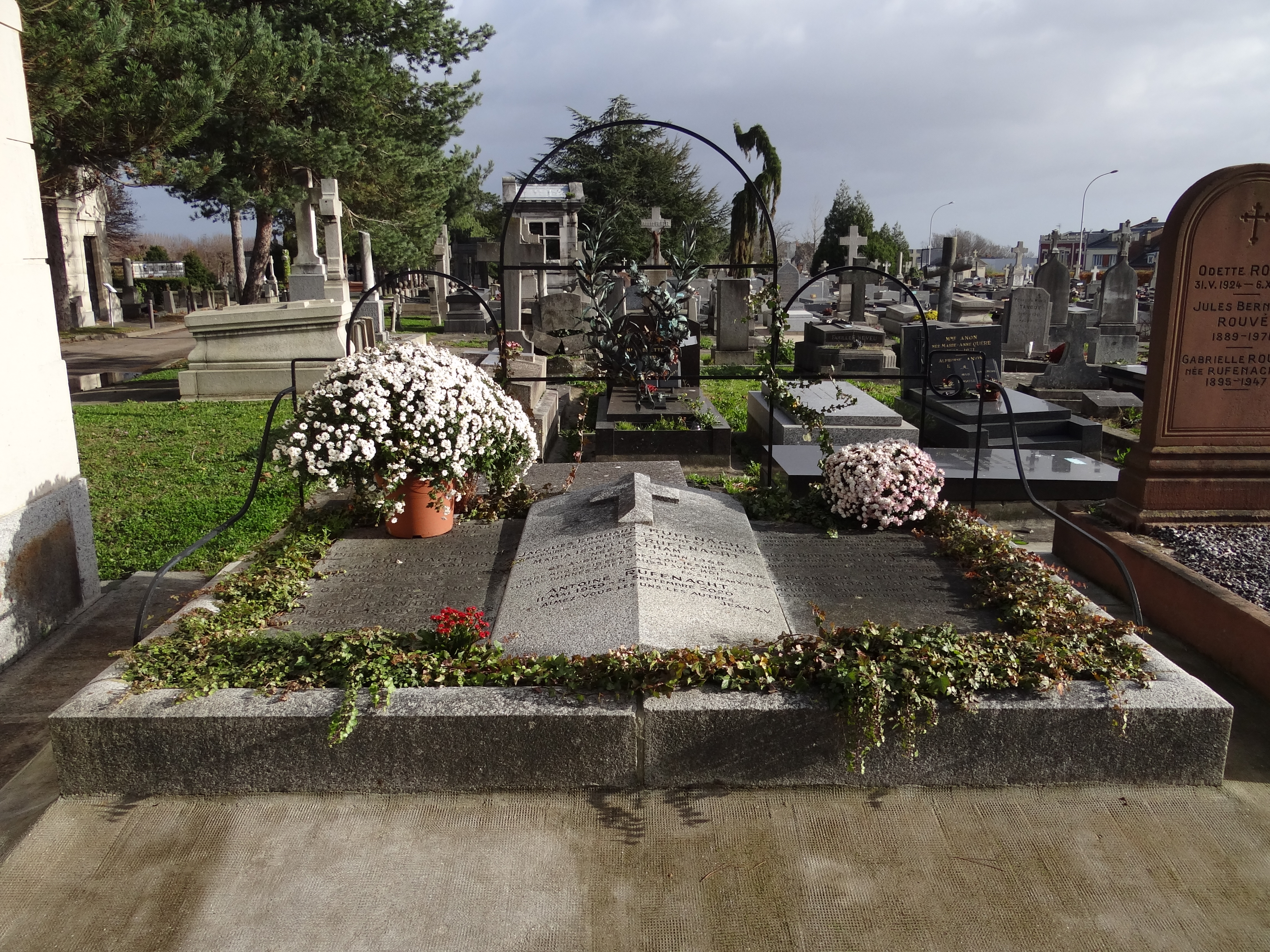
La tombe d'Antoine Rufenacht au cimetière Sainte-Marie du Havre (Seine-Maritime).

## Détail des mandats
- 1973-1992 : conseiller général de la Seine-Maritime, élu dans le canton Le Havre V (élu en 1973, réélu en 1979 et 1985).
- 1973-2014 : conseiller municipal du Havre.
- 1975-1981 : député de la sixième circonscription de la Seine-Maritime.
- 1976-1977 : secrétaire d’État auprès du Premier ministre du gouvernement Raymond Barre (1) (du 27 août 1976 au 30 mars 1977).
- 1977-1978 : secrétaire d’État auprès du ministre de l'Industrie, du Commerce et de l'Artisanat du gouvernement Raymond Barre (2) (du 1er avril 1977 au 6 avril 1978).
- 1982-1992 : premier vice-président du conseil général de la Seine-Maritime.
- 1986-1997 : député de la Seine-Maritime (1986) puis de la septième circonscription de la Seine-Maritime (1988), réélu en 1993.
- 1988-2002 : président du Conseil d'Administration de l'AIVP, le réseau mondial des villes portuaires.
- 1992-1998 : président du conseil régional de Haute-Normandie.
- 1992-2005 : conseiller régional de Haute-Normandie.
- 1995-2010 : maire du Havre.
- 2001-2010 : président de la CODAH.
- 2005-2020 : président de la Maison de l'Emploi du Havre Pointe-de-Caux Estuaire.
- 2011 : commissaire général pour le développement de la vallée de la Seine[7].

## Décorations
- Commandeur de la Légion d'honneur (2009)[8] ; officier (2004)[9] ; chevalier (1996).
- Chevalier de l'ordre du Mérite maritime (2005)[10].